# Kerkstraat 4 (Eemnes)
Kerkstraat 4 is een rijksmonument aan de Kerkstraat in Eemnes in de provincie Utrecht. 
Rond 1700 wordt kuiper Hendrik Teunisz Rousingh genoemd als eigenaar van de langhuisboerderij. Vanaf 1766 werd het pand door vissersfamilies bewoond. De hele achttiende eeuw was dat de familie Van Aken, wat aangegeven is door een windvaan in de vorm van een schip. Nadat er een winkel in aardewerk en kruidenierswinkel in waren gevestigd werd het tot 1988 een smederij.
De voorgevel is bepleisterd geweest. Deze tuitgevel is asymmetrisch door de vooruitspringende uitbouw aan de westzijde. Het venster boven de deur is getooid met een levensboom. 